# Megapenthes elongatus
Megapenthes elongatus là một loài bọ cánh cứng trong họ Elateridae. Loài này được Becker miêu tả khoa học năm 1971.